# NGC 4982
NGC 4982 é um asterismo na direção da constelação de Virgo. O objeto foi descoberto pelo astrônomo Wilhelm Tempel em 1878, usando um telescópio refrator com abertura de 11 polegadas. 